# Gaëlle Wondje
Gaëlle Wondje est une chanteuse camerounaise née le 12 juin 1983 à Nanga Eboko dans la région du Centre du Cameroun. Elle compte à son actif deux albums studio .

## Biographie
Gaëlle Wondje est née en 1983 à Nanga Eboko dans la région du centre d’un père guitariste et se frotte à la musique dès son enfance. En grandissant, elle s’intéresse de plus en plus à cette passion familiale et décide de se former en musique. Plus tard, elle rejoint l'orchestre de l'université de Buea où elle fait ses études supérieures. Et, avec le temps la jeune étudiante gagne en maturité et accompagne dans les chœurs lors des spectacles, les artistes musiciens camerounais tels que: Etienne Mbappe, Manu Dibango et Charlotte Dipanda.
En 2011, la chanteuse sort son premier album intitulé M Comme Aimer . Un projet de 10 titres qui parle d'amour. Il est composé de plusieurs sonorités dont le Reggae, l'Afro jazz, le Bikutsi et le Makossa.
En 2017, 6 ans après la sortie de son premier album, elle revient sur la scène musicale avec un second album de 10 titres intitulé Ening. Ening signifie la vie en langue Beti.
Gaëlle Wondje multiplie ses spectacles. On la retrouve sur plusieurs scènes nationales et internationales. Elle apparait régulièrement sur le Bali Arts Market et sur les scènes de l'Institut français du Cameroun. En 2018, elle participe au Marché des Arts et du Spectacle Africain (MASA) à Abidjan en Côte d'Ivoire .
L'artiste musicienne reste très active sur la scène musicale camerounaise, notamment à travers son concept Les mercredis de Jazz et de Découvertes de Gaëlle Wondje mis sur pied en 2021.
En 2020, elle est ambassadrice du projet Juste une Etincelle organisé par l'Association promotion et Assistance de la Femme Africaine.

## Discographie

### Albums
- 2011 : M Comme Aimer
- 2017 : Ening